# Thiago Rodrigues da Silva
Thiago Rodrigues da Silva (Rio de Janeiro, 12 giugno 1996) è un calciatore brasiliano, portiere del Torreense.

## Carriera

### Club
Cresciuto nelle giovanili del Flamengo, ha esordito in prima squadra l'11 giugno 2017 in un match pareggiato 1-1 contro l'Avaí.

### Nazionale
Nel 2013 ha partecipato al campionato sudamericano Under-17 (in cui ha conquistato un terzo posto) ed ai Mondiali Under-17.

## Statistiche

### Presenze e reti nei club
Statistiche aggiornate al 21 novembre 2017.
| Stagione        | Squadra         | Campionato      | Campionato | Campionato | Coppe nazionali | Coppe nazionali | Coppe nazionali | Coppe continentali | Coppe continentali | Coppe continentali | Altre coppe | Altre coppe | Altre coppe | Totale | Totale | Totale |
| Stagione        | Squadra         | Comp            | Pres       | Reti       | Comp            | Pres            | Reti            | Comp               | Pres               | Reti               | Comp        | Pres        | Reti        | Pres   | Reti   |        |
| --------------- | --------------- | --------------- | ---------- | ---------- | --------------- | --------------- | --------------- | ------------------ | ------------------ | ------------------ | ----------- | ----------- | ----------- | ------ | ------ | ------ |
| 2017            | Flamengo        | A+CAR           | 11+3       | -9;-2      | CB              | 4               | -1              | CL+CS              | 0+1                | -2                 |             | -           | -           | 19     | -14    |        |
| Totale carriera | Totale carriera | Totale carriera | 14         | -11        |                 | 4               | -1              |                    | 1                  | -2                 |             | -           | -           | 19     | -14    |        |

## Palmarès

### Club

#### Competizioni statali
- Campionato Carioca: 1

Flamengo: 2017

#### Competizioni nazionali
- Segunda Liga: 1

Estoril Praia: 2020-2021